# Автобіографія Тараса Шевченка
Автобіографія Тараса Шевченка — автобіографічний лист Тараса Шевченка, написаний орієнтовно в першій половині лютого 1860 року у Петербурзі на прохання редактора журналу «Народное чтение» Олександра Оболонського.

## Редакції
Є дві редакції автобіографії.
Перша — в автографі поета (зберігається в Інституті літератури імені Тараса Григоровича Шевченка АН УРСР). Текст її незакінчений, без назви. Вперше надрукований в журналі «Киевская старина» (1885, № 11) під назвою «Автобиография Т. Гр. Шевченка, писанная для „Народного чтения“». Автобіографія в першій редакції охоплює життя поета до часу її написання. Найдокладніше висвітлено кріпацькі роки і стисло — арешт 1847, заслання, роки після заслання. Зовсім не згадано арешт 1859 року.
Друга редакція автобіографії — текст, датований 18 лютого 1860, що його редагував і пристосував для підцензурного перегляду Пантелеймон Куліш за згодою автора. Окремі подробиці й доповнення він міг внести зі слів самого Шевченка. Внаслідок переробки автобіографії її обсяг було збільшено майже вдвічі, творові надано публіцистичного спрямування. Поет авторизував цей варіант автобіографії: в листах до В. Шевченка 22 квітня 1860 року та В. Фліорковського 27 липня 1860 року посилався на неї як на свій твір. Цю редакцію вперше надруковано в журналі «Народное чтение» (1860, № 2) під назвою «Письмо Т. Г. Шевченка к редактору „Народного чтения“». Біографію поета тут доведено лише до 1844 року.

## Складова та значення
Публікація автобіографії привернула увагу передової громадськості до справи звільнення Тараса Шевченка з кріпацтва, яку проводив літературний фонд. Автобіографія — важливе джерело відомостей про Шевченка, в ній висловлено і ставлення поета до пережитого. Очевидно, через віддаленість подій у часі Шевченко припустився кількох неточностей у назвах і датах (місцем свого народження назвав село Кирилівку, тоді як насправді народився у Моринцях. В автобіографії сказано, що Шевченко втратив батьків на восьмому році життя, а справді поетова мати померла 20 серпня 1823 року, батько — 21 березня 1825 року. В інших випадках слід також уточнити дати: Академію Мистецтв Шевченко закінчив 1845, на заслання його відправлено 31 травня 1847 року, звільнено із Новопетровського укріплення 2 серпня 1857 року).
До автобіографії постійно зверталися дослідники життя й творчості Шевченка. Відразу ж після першої публікації її передруковано в багатьох виданнях. Микола Добролюбов навів майже повністю автобіографію поета в рецензії на «Кобзар» 1860 року. 10 червня 1860 року її переклад німецькою мовою опубліковано в науковому додатку до газети «Leipziger Zeitung».